# Benjamin Abeles
Benjamín Abeles (Viena, 23 de junio de 1925-Leicester, 14 de diciembre de 2020) fue un físico austro-checo cuyas investigaciones en la década de 1960 en Estados Unidos sobre aleaciones de germanio y silicio dieron lugar a la tecnología utilizada para impulsar sondas espaciales como la nave espacial Voyager. Creció en Austria y Checoslovaquia, posteriromente llegó al Reino Unido en 1939 en una de las misiones de Kindertransport. Completó su educación después de la guerra en Checoslovaquia e Israel (a partir de 1949), doctorándose en física. Luego vivió y trabajó como físico investigador en Estados Unidos y se jubiló en 1995. Sus honores incluyen la Medalla Stuart Ballantine de 1979 y su ingreso al Salón de la Fama de los Inventores de Nueva Jersey (1991).

## Biografía

### Primeros años
Nacido en Viena en 1925, vivió en Checoslovaquia desde 1934. En julio de 1939, a la edad de 14 años, fue uno de los cientos de niños judíos llevados de Praga a Londres gracias a los esfuerzos del humanitario británico Nicholas Winton, un ejemplo de las diversas misiones de Kindertransport que salvaron a muchos de esos niños de los peligros inminentes de la Segunda Guerra Mundial y el Holocausto. Posteriormente, sus padres y su hermana mayor fueron deportados y asesinados por los nazis. A los 15 años trabajó como camarero y tomó cursos por correspondencia de inglés, matemáticas, física y química. Cuando tenía 18 años, sirvió como mecánico en la guerra como parte del Escuadrón n.º 311 de la RAF. Regresó a Checoslovaquia después de la guerra y estudió en la Universidad Carolina y en la Universidad Técnica Checa, antes de trasladarse a Israel en 1949 para estudiar su doctorado en física en Jerusalén. Su tesis, publicada en 1955, se tituló "Los efectos galvanomagnéticos del bismuto y las aleaciones de Bi-Sn".

### Carrera
Tras obtener su doctorado, trabajó en Israel en electrónica de germanio antes de trasladarse a los Estados Unidos para realizar investigaciones en la Universidad de Princeton para la Radio Corporation of America. Durante su carrera, trabajó tanto en el Centro de Investigación David Sarnoff como en Exxon Research and Engineering en Annandale, Nueva Jersey. Trabajando con George D. Cody en la década de 1960, desarrolló aleaciones de germanio y silicio que se utilizaron en el desarrollo de generadores termoeléctricos de radioisótopos utilizados para alimentar naves espaciales y sondas que realizaban largos viajes de exploración espacial. También trabajó como profesor en la Universidad de Texas.

### Últimos años
Por su trabajo, el y Cody recibieron la Medalla Stuart Ballantine (Ingeniería) de 1979 del Instituto Franklin, y fueron incluidos en el Salón de la Fama de los Inventores de Nueva Jersey en 1991. Su cumpleaños número 65 en 1990 estuvo marcado por un simposio en su honor: "Fenómenos físicos en materiales granulares". Se jubiló en 1995 y posteriormente vivió predominantemente en Reino Unido.
Falleció en Leicester, Inglaterra, el 14 de diciembre de 2020, a los 95 años.